# New Moomin
New Moomin (яп. 新ムーミン Син Му:мин) — японский аниме-сериал и вторая адаптация сказок финской писательницы Туве Янссон, о Муми-троллях. Сериал является новой версией Moomin, чей сюжет значительно отличался от оригинальных сказок. В новом сериале сюжет практически не отходит от оригинальных сказок и его персонажи остались неизменными. Сериал транслировался по телеканалу. Fuji TV с 9 января по 31 декабря 1972 года.

## Сюжет
Сюжет описывает семью муми-троллей, и их друзей, которые обитают на муми-долине и готовы с распростёртыми руками принять любого гостя.

## Роли озвучивали
- Кёко Кисида — Муми-тролль
- Рэйко Муто — Нинни
- Хитоси Такаги — Муми-папа
- Акико Такамура — Муми-мама
- Таитиро Хирокава — Снорк
- Дзюнко Хори — Мю
- Косэй Томита — Снифф
- Хироюки Нисимото — Снусмумрик
- Масаси Амэномори — Хемуль
- Коити Китамура — Хомса
- Тикао Оцука — Стинки
- Дзюмпэй Такигути — Морра
- Миёко Сёдзи — Мюмла
- Дзёдзи Янами — Ондатр
- Сатико Тидзимацу — Миса
- Ёсико Ямамото — Туу-тикки